# Moutiers-Saint-Jean
Moutiers-Saint-Jean ist eine französische Gemeinde mit 255 Einwohnern (Stand 1. Januar 2022) im Département Côte-d’Or in der Region Bourgogne-Franche-Comté. Sie gehört zum Kanton Montbard und zum gleichnamigen Arrondissement.
Nachbargemeinden sind Fain-lès-Moutiers im Norden, Athie im Osten und Corsaint im Süden und Westen.

## Geschichte und Bevölkerungsentwicklung
Der Ort soll schon in den Jahren 498 (Mille 1771, 006) und 516 (Dipl.Mer. 015) in verschiedenen Chroniken erscheinen, um 500 soll hier ein Kloster gegründet worden sein (Prinz XII, A2). 817 steht er dann in einem Kapitulare Ludwigs des Frommen (Cap.Reg.Franc. I, 171). Im Jahr 843 wird hier ein Konzil abgehalten (Conc.3, 001), und 885 unterzeichnet Kaiser Karl III. „der Dicke“ in Langres (Haute-Marne) für das Kloster Lorsch eine Urkunde „in loco qui Reumau dicitur“  (Regesta Imperii I, 1712 und DDKIII 129). Ein weiteres und wohl letztes Mal erscheint Moutiers in einer Besitzbestätigung Karls des Dicken von 887 (D_Karl 155a).
| Jahr                       | 1962 | 1968 | 1975 | 1982 | 1990 | 1999 | 2008 | 2016 |
| -------------------------- | ---- | ---- | ---- | ---- | ---- | ---- | ---- | ---- |
| Einwohner                  | 306  | 286  | 315  | 292  | 265  | 250  | 261  | 250  |
| Quellen: Cassini und INSEE |      |      |      |      |      |      |      |      |

## Sehenswürdigkeiten

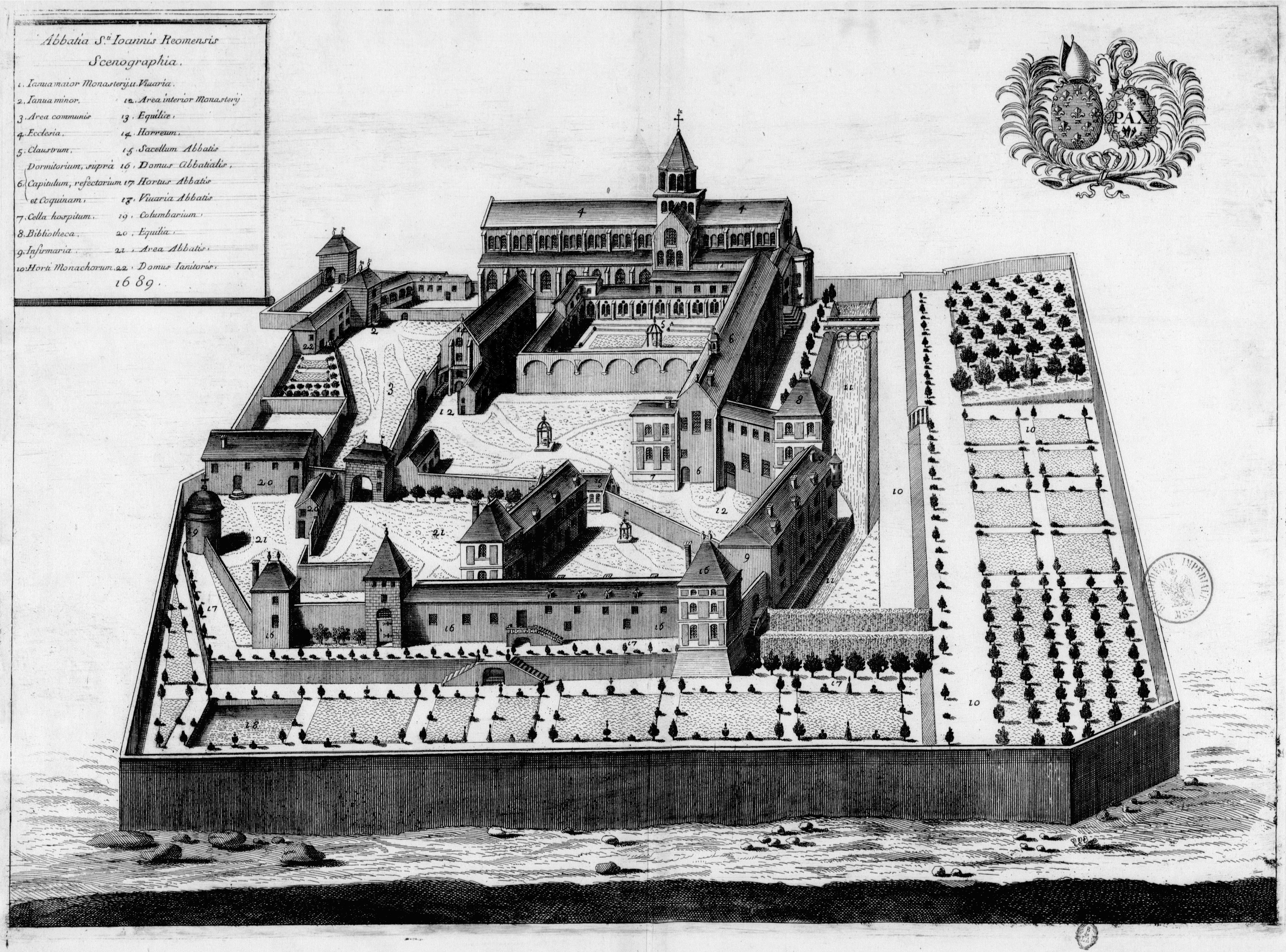
Plan der Abtei Saint-Jean-de-Réome aus dem 17. Jahrhundert

- Abtei Saint-Jean-de-Réome, Monument historique seit 1925